# Estafeta de San Sebastián

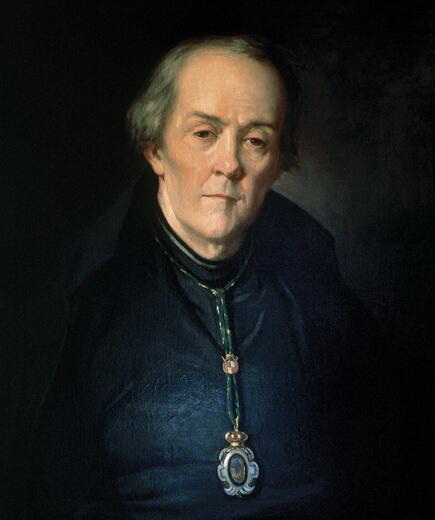
Retrato del afrancesado Alberto Lista, director de la Estafeta de San Sebastián

La Estafeta de San Sebastián fue un periódico español que se publicó entre noviembre de 1830 y julio de 1831 durante la década ominosa del reinado de Fernando VII. Fue promovido por el sector absolutista «reformista» del gobierno encabezado por el secretario del Despacho de Hacienda Luis López Ballesteros quien a su frente nombró a destacados afrancesados, con Sebastián Miñano como organizador y con Alberto Lista como director. Sucedió a la Gaceta de Bayona publicada entre 1828 y 1830 por el mismo equipo.

## Historia
Tras la suspensión de la Gaceta de Bayona en agosto de 1830, el sector absolutista «reformista» del gobierno no se dio por vencido y López Ballesteros volvió a encargar a Miñano la fundación de un periódico de las mismas características pero esta vez con sede dentro de España. Miñano propuso Irún pero finalmente fue San Sebastián el lugar elegido. Así nació la Estafeta de San Sebastián, con el mismo equipo de redacción que el de la Gaceta y de nuevo con Alberto Lista como director, aunque con el encargo por parte del gobierno que autorizó su publicación el 5 de octubre de 1830 de «la más severa prudencia y circunspección en la relación de los hechos y noticias que se inserten». Lista tomó nota y en el prospecto que anunciaba la salida del periódico afirmó que «la situación de los pueblos exige imperiosamente que se les instruya acerca de sus verdaderos intereses y se les haga ver con claridad que su ventura, su independencia y el poder de sus gobiernos están ligados a su unión y concordia bajo los cetros legítimos».
El periódico, como la Gaceta de Bayona, se declaró «religioso y monárquico» y sus redactores se mostraron «íntimamente convencidos de que la nación española no puede ser feliz sin estas tres cosas: gobierno fuerte, libertad de industria, e instrucción progresiva en las ciencias naturales y las artes útiles al hombre que de ellas se derivan». Además rechazaban tanto las posiciones «ultras» como las «revolucionarias», adoptando una posición que López Tabar ha calificado como «antirrevolucionaria» («Tan absurdo es creer que nada puede mejorarse en las instituciones antiguas, formadas para otra edad, para otros hombres y para otros medios de subsistir, como insensato procurar las reformas por medio de convulsiones y trastornos», escribieron). Alberto Lista le había escrito al también afrancesado Félix José Reinoso dos semanas después del cierre de la Gaceta de Bayona:

En España se necesita un gobierno fundado sobre la gente moderada [en cursiva en el original]; si no, preveo grandes calamidades. Nada de apostólicos ni liberales exaltados, pero creo que ésta es la hora oportuna de conceder libertades civiles, aunque el Rey, en mi opinión, no debe perder nada de su poder, más necesario que nunca en el día. Es necesario tomar medidas fuertes contra los que, sin tener misión, quieren apoderarse del gobierno, ¿para qué?, para hacer desatinos.

En un artículo publicado en la Estafeta Lista se mostraría contrario al «gobierno de la clase media». Lanzad a sus miembros «en la escena política. ¿Qué serán? Ambiciosos y nada más… Porque no nos engañemos: en el momento que un particular sabe que puede influir en el gobierno, se despierta en él la ambición y el deseo de vivir de la tesorería. […] [Y] del gobierno de la clase media se cae inmediatamente en el de la ínfima; […] es un paso inmediato e infalible para venir a parar en la democracia de los proletarios».
El primer número de la Estafeta de San Sebastián vio la luz el 1 de noviembre de 1830 con un formato (cuatro páginas a doble columna) y una periodicidad (dos números por semana) similar al de la Gaceta de Bayona, de la que heredó sus 6000 suscriptores ―previamente Miñano se había ocupado de encontrar unos censores «favorables» («personas de carácter, capacidad y buen juicio») que contaron con la aprobación del secretario del Despacho de Gracia y Justicia, el «ultra» Calomarde―. Se diferenció de la Gaceta de Bayona en que dio más importancia a los temas internacionales y concedió menos espacio a los temas literarios.
Algunos artículos no fueron del agrado del rey Fernando VII y sus objeciones se le hicieron llegar a Miñano amenazándole con el cierre del periódico ya que su fin «no es indicar el camino que debe seguir el gobierno, sino publicar sus disposiciones»: «S.M. no ha podido mirar sin admiración la tendencia de otros artículos a inspirar o alimentar esperanzas de reformas en las bases de su gobierno, porque no creía que él, ni sus colaboradores, ni los redactores de la Estafeta, pudiesen desconocer las funestas consecuencias que acarreará el sembrar ideas tan perniciosas y tan opuestas a la firme e inviolable determinación de S.M. de no permitir que ahora ni nunca se alteren las leyes fundamentales de la monarquía con ningún género de reformas».
«Esta llamada al orden, y la propia vigilancia de los censores, haría que la Estafeta tuviera menos libertad que su antecesora la Gaceta de Bayona, y viviera siempre con esta amenaza, que a la postre daría al traste con la empresa de forma repentina a mediados de julio de 1831», ha señalado Juan López Tabar. En efecto, el último número, el 74, se publicó el 15 de julio de 1831 en cumplimiento de una orden del rey, «enterado S.M. de los repetidos abusos cometidos por la redacción», según le había comunicado Calomarde a la redacción el día 7. Según Juan López Tabar, «la responsabilidad en el cierre cabe achacarla al propio Calomarde».
Según López Tabar, las páginas de la Estafeta de San Sebastián, al igual que las de su antecesora la Gaceta de Bayona, «fueron un soplo de aire fresco en la España calomardiana, y desde la defensa del régimen fernandino, no cabe duda sobre su importancia como puente entre el régimen absoluto y el liberalismo ultramoderado del Estatuto Real».